# AGC주식회사
AGC주식회사(AGC株式会社, AGC Inc., 이전 명칭: 아사히글래스/Asahi Glass Co., Ltd.)는 도쿄에 위치한 일본의 글로벌 유리 제조 기업이다. 세계 최대의 유리 회사이며 핵심 미츠비시 기업들 가운데 하나이다.
이 기업은 도쿄 증권거래소에 등재되어 있으며 TOPIX, 닛케이 225 주가 지수에 속해 있다.
아사히 글래스는 2013년 톰슨 로이터 톱 100 글로벌 혁신 기업 중 하나로 선정되었다.

## 역사
- 1907년 창업
- 1950년 기업공개
- 1999년 한국전기초자 주식 50%를 인수하면서 한국 시장에도 진출했다.
- 2011년 기준 유리보다 강도가 6배나 높은 강화 유리를 개발하고 스마트폰과 태블릿PC용 보호유리 시장에도 진출했다.